# Носсак-Фонтан
Носсак-Фонтан (фр. Naussac-Fontanes) — муніципалітет у Франції, у регіоні Окситанія, департамент Лозер. Носсак-Фонтан утворено 1 січня 2016 року шляхом злиття муніципалітетів Фонтан i Носсак. Адміністративним центром муніципалітету є Носсак. Населення — 371 особа (01.01.2021).